# Ålborg station
Aalborg station (danska: Aalborg Banegård) är den primära  järnvägsstationen i staden Aalborg på Jylland i Danmark. Stationen ligger i centrala Aalborg och utgör navet för tågtrafiken i Nordjylland. Stationen öppnades 1871 och trafikeras av intercitytåg till Århus, Odense och Köpenhamn.

## Historik

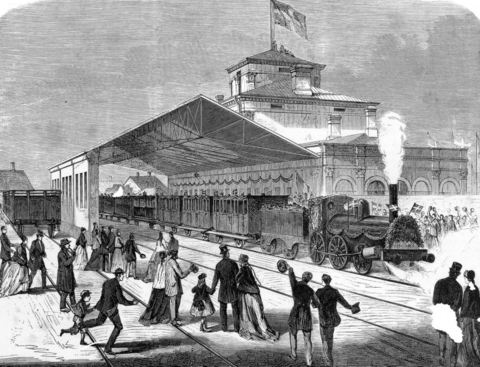
Xylografi från 1869, som visar invigningståget avgå från Aalborg station den 18 september 1869.

Aalborg station invigdes av kung Kristian IX av Danmark den 18 september 1869, när linjen Randers-Aalborg öppnade. År 1879 upprättades en förbindelse från Ålborgs järnvägsstation till Nørresundby vid Järnvägsbron över Limfjorden, som öppnades för trafik den 8 januari. Därmed blev Aalborg station den södra ändstationen på Vendsysselbanen genom Vendsyssel mellan Ålborg och Frederikshavn via Hjørring, som ursprungligen bara gick från Nørresundby til Frederikshavn.
1897 öppnade järnvägen Fjerritslevbanan och 1899 öppnade Sæbybanan. Även om båda sträckorna låg norr om Limfjorden, avgick nästan alla tåg från Aalborgs järnvägsstation. År 1899 öppnade järnvägen Års-Nibe-Svenstrup, som gick från Aalborg genom vestra Himmerland till Nibe och Aars (förlängdes till Hvalpsund 1910). Till en början avgick linjens tåg från Svenstrup station, men tågen gick igenom till Aalborg från den 8 december 1902, då Aalborgs nya järnvägsstation invigdes. År 1900 blev stationen också utgångspunkten för Aalborg–Hadsund Jernbane, som gick från Aalborg genom östra Himmerland till Hadsund.
Sæbybanan lades ner 1968, medan Fjerritslev-, Hvalpsund- och Hadsundbanorna lades ner 1969.
År 2003 blev Aalborg station del av den nya pendeltågstjänst Aalborg Nærbane, som betjänar sju järnvägsstationer i det större Aalborg-området mellan Nørresundby i norr och Skørping i söder. År 2017 överfördes den regionala järnvägstrafiken från Aalborg station till Skørping och Frederikshavn från DSB till järnvägsföretaget Nordjyske Jernbaner.

## Byggnad

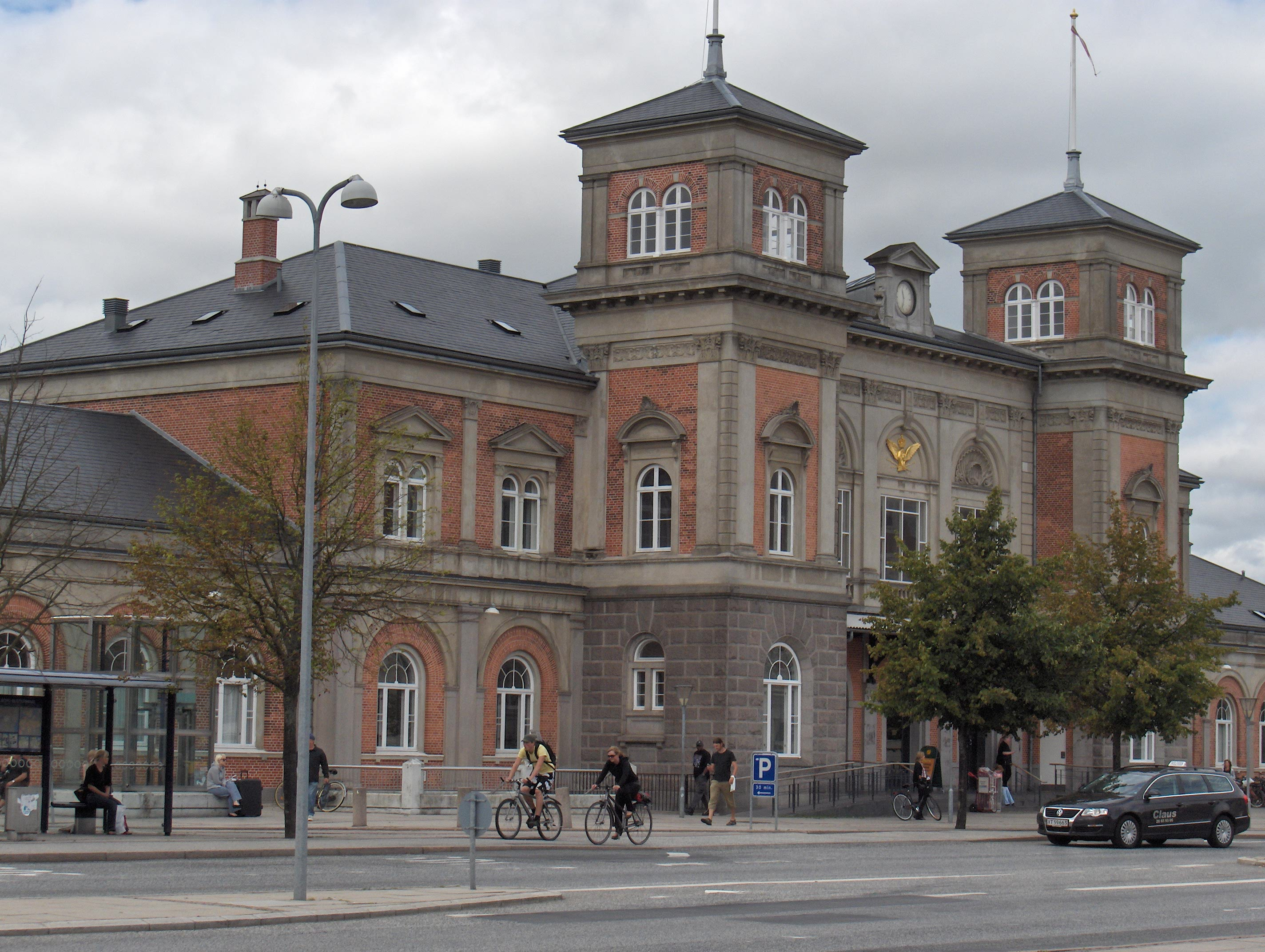
Stationsbyggnaden i 2007.

Den ursprungliga byggnaden för Ålborgs station från 1869 uppfördes efter ritningar av arkitekt Niels Peder Christian Holsøe. En ny och fortfarande existerande stationsbyggnad uppfördes efter ritningar av arkitekt Thomas Arboe och invigdes 1902. Byggnaden är sedan 1992 ett statligt byggnadsminne.